# آتول (گجرات)
آتول (به انگلیسی: Atul) یک منطقهٔ مسکونی در هند است که در Valsad Taluka واقع شده‌است. آتول ۳٬۴۸۶ نفر جمعیت دارد.